# Ligue des champions de l'UEFA 1998-1999
Navigation
Édition précédente Édition suivante
La Ligue des Champions 1998-1999 a vu la victoire de Manchester United.
La compétition s'est terminée le 26 mai 1999 par la finale au Camp Nou à Barcelone.
C'est la première victoire d'un club qui n'est ni tenant du titre ni champion national l'année précédente, et qui donc suivant les anciennes règles de la Coupe des champions (en vigueur jusqu'en 1996-1997) n'aurait pas pu participer à cette compétition.

## Participants
|     | Italie   | Allemagne            | Espagne      | France  |
| --- | -------- | -------------------- | ------------ | ------- |
| 1er | Juventus | 1. FC Kaiserslautern | FC Barcelone | RC Lens |

|     | Pays-Bas       | Angleterre | Portugal | Tenant du titre |
| --- | -------------- | ---------- | -------- | --------------- |
| 1er | Ajax Amsterdam | Arsenal FC | FC Porto | Real Madrid     |

| Deuxième tour de qualification | Deuxième tour de qualification |
| --- | --- |
| - Champion - Grèce : Olympiakos - République tchèque : Sparta Prague - Norvège : Rosenborg BK - Autriche : SK Sturm Graz - Russie : Spartak Moscou - Croatie : Dinamo Zagreb - Turquie : Galatasaray SK - Danemark : Brøndby IF | - Deuxième - Italie : Inter Milan - Allemagne : Bayern Munich - Espagne : Athletic Bilbao - France : FC Metz - Pays-Bas : PSV Eindhoven - Angleterre : Manchester United - Portugal : Benfica Lisbonne - Grèce : Panathinaïkós |
| Premier tour de qualification | |
| - Suisse : Grasshopper Zurich - Ukraine : Dynamo Kiev - Pologne : ŁKS Łódź - Hongrie : Újpest FC - Belgique : FC Bruges - Slovaquie : 1. FC Košice - Roumanie : Steaua Bucarest - Suède : Halmstads BK - Géorgie : Dinamo Tbilissi - Chypre : Anorthosis Famagouste - Écosse : Celtic FC - Israël : Beitar Jérusalem - Slovénie : NK Maribor - Biélorussie : Dinamo Minsk - Islande : ÍB Vestmannaeyja - Finlande : HJK Helsinki | - Lettonie : Skonto Riga - Bulgarie : PFK Litex Lovetch - Macédoine : FK Sileks Kratovo - Lituanie : FK Šiauliai - Yougoslavie : FK Obilić Belgrade - Moldavie : Zimbru Chișinău - Estonie : FC Flora Tallinn - Arménie : FC Erevan - Irlande du Nord : Cliftonville FC - Malte : Valletta FC - Pays de Galles : Barry Town FC - Irlande : St. Patrick's Athletic - Îles Féroé : B36 Tórshavn - Albanie : KF Vllaznia Shkodër - Luxembourg : AS La Jeunesse d'Esch - Azerbaïdjan : FK Gandja |

## Phase qualificative

### Premier tour de qualification
| Équipe 1           | Résultat | Équipe 2                  | Aller | Retour |
| ------------------ | -------- | ------------------------- | ----- | ------ |
| FK Sileks Kratovo  | 1 - 2    | FC Bruges                 | 0 - 0 | 1 - 2  |
| ŁKS Łódź           | 7 - 2    | Kapaz Gandja              | 4 - 1 | 3 - 1  |
| PFK Litex Lovetch  | 3 - 2    | Halmstads BK              | 2 - 0 | 1 - 2  |
| Grasshopper Zurich | 8 - 0    | AS La Jeunesse d'Esch     | 6 - 0 | 2 - 0  |
| Celtic FC          | 2 - 0    | St. Patrick's Athletic FC | 0 - 0 | 2 - 0  |
| FK Šiauliai        | 0 - 4    | NK Maribor                | 0 - 3 | 0 - 1  |
| Dynamo Kiev        | 10 - 1   | Barry Town FC             | 8 - 0 | 2 - 1  |
| Cliftonville FC    | 1 - 13   | 1. FC Košice              | 1 - 5 | 0 - 8  |
| Skonto Riga        | 2 - 1    | Dynamo Minsk              | 0 - 0 | 2 - 1  |
| Valletta FC        | 0 - 8    | Anorthosis Famagouste     | 0 - 2 | 0 - 6  |
| Beitar Jérusalem   | 5 - 1    | B36 Tórshavn              | 4 - 1 | 1 - 0  |
| Dinamo Tbilissi    | 4 - 3    | KS Vllaznia Shkodër       | 3 - 0 | 1 - 3  |
| HJK Helsinki       | 5 - 0    | FC Erevan                 | 2 - 0 | 3 - 0  |
| Obilić Belgrade    | 4 - 1    | ÍB Vestmannaeyja          | 2 - 0 | 2 - 1  |
| Zimbru Chișinău    | 2 - 3    | Újpest FC                 | 1 - 0 | 1 - 3  |
| Steaua Bucarest    | 5 - 4    | FC Flora Tallinn          | 4 - 1 | 1 - 3  |

### Deuxième tour de qualification
Les seize gagnants sont qualifiés pour la phase de groupes, alors que les seize perdants joueront le premier tour de la Coupe UEFA. Deux grosses surprises ont lieu lors de ce tour de qualification : l'élimination du FC Metz par le modeste club de l'HJK Helsinki, et celle du Celtic Glasgow par le surprenant Dinamo Zagreb.
| Équipe 1             | Résultat | Équipe 2              | Aller | Retour   | Tab   |
| -------------------- | -------- | --------------------- | ----- | -------- | ----- |
| Rosenborg BK         | E4 - 4   | FC Bruges             | 2 - 0 | 2 - 4    | -     |
| Manchester United FC | 2 - 0    | ŁKS Łódź              | 2 - 0 | 0 - 0    | -     |
| PFK Litex Lovetch    | 2 - 11   | Spartak Moscou        | 0 - 5 | 2 - 6    | -     |
| Galatasaray          | 5 - 3    | Grasshopper Zurich    | 2 - 1 | 3 - 2    | -     |
| Celtic FC            | 1 - 3    | Dinamo Zagreb         | 1 - 0 | 0 - 3    | -     |
| NK Maribor           | 3 - 5    | PSV Eindhoven         | 2 - 1 | 1 - 4ap  | -     |
| Dynamo Kiev          | 1 - 1    | Sparta Prague         | 1 - 0 | 0 - 1 ap | 3 - 1 |
| 1. FC Košice         | 1 - 2    | Brøndby IF            | 0 - 2 | 1 - 0    | -     |
| Inter Milan          | 7 - 1    | Skonto Riga           | 4 - 0 | 3 - 1    | -     |
| Olympiakos           | 6 - 3    | Anorthosis Famagouste | 2 - 1 | 4 - 2    | -     |
| Benfica Lisbonne     | 8 - 4    | Beitar Jérusalem      | 6 - 0 | 2 - 4    | -     |
| Dinamo Tbilissi      | 2 - 2E   | Athletic Bilbao       | 2 - 1 | 0 - 1    | -     |
| HJK Helsinki         | 2 - 1    | FC Metz               | 1 - 0 | 1 - 1    | -     |
| Bayern Munich        | 5 - 1    | Obilić Belgrade       | 4 - 0 | 1 - 1    | -     |
| SK Sturm Graz        | 7 - 2    | Újpest FC             | 4 - 0 | 3 - 2    | -     |
| Steaua Bucarest      | 5 - 8    | Panathinaïkos         | 2 - 2 | 3 - 6    | -     |

## Phase de groupes
Les chapeaux étaient basé sur le classement 1998 des associations de l'UEFA, [1] de la même manière que la saison précédente. [2] Les tenants du titre et les champions des nations classées 1 à 5 ont été placés dans le Pot 1. Les champions des nations classées 6 à 7 ainsi que les deuxièmes de championnat des nations classées 1 à 5 (sauf la France) ont formé le Pot 2. Les qualifiés restants les deuxièmes de championnat (des nations 6 à 8) et les champions des trois meilleures nations classées en dessous de 7 ont formé le pot 3. Enfin, les six champions nationaux restants ont formé le pot 4.
| Légende                                                                   |
| ------------------------------------------------------------------------- |
| Premiers des groupes et meilleurs deuxièmes qualifiés en quarts de finale |

| Pot 1  | Pot 1                |
| Assoc. | Team                 |
| ------ | -------------------- |
| TH     | Real Madrid C.F.     |
| 1      | Juventus F.C.        |
| 2      | 1. FC Kaiserslautern |
| 3      | FC Barcelone         |
| 4      | RC Lens              |
| 5      | Ajax                 |

| Pot 2  | Pot 2           |
| Assoc. | Team            |
| ------ | --------------- |
| 6      | Arsenal         |
| 7      | Porto           |
| 1      | Internazionale  |
| 2      | Bayern Munich   |
| 3      | Athletic Bilbao |
| 5      | PSV Eindhoven   |

| Pot 3  | Pot 3             |
| Assoc. | Team              |
| ------ | ----------------- |
| 6      | Manchester United |
| 7      | Benfica           |
| 8      | Olympiakos        |
| 8      | Panathinaikos     |
| 10     | Rosenborg         |
| 11     | Sturm Graz        |

| Pot 4  | Pot 4          |
| Assoc. | Team           |
| ------ | -------------- |
| 12     | Spartak Moscou |
| 13     | Dinamo Zagreb  |
| 14     | Galatasaray SK |
| 15     | Brøndby IF     |
| 17     | Dinamo Kiev    |
| 31     | HJK Helsinki   |

Les 24 équipes sont réparties en six groupes de quatre équipes. Chaque équipe joue deux fois contre les trois autres équipes du groupe. Les premiers de chaque groupe ainsi que les deux meilleurs deuxièmes sont qualifiés pour les quarts de finale.
En cas d'égalité dans un groupe au terme des six matchs, les critères suivants sont utilisés pour départager les équipes :
1. Confrontations directes
2. Buts marqués à l'extérieur dans les confrontations directes
3. Différence de buts totale

Le groupe A voit l'élimination surprise des deux grands favoris de la poule, l'Ajax Amsterdam et le FC Porto, et la qualification inattendue pour les quarts de finale de l'Olympiakos Le Pirée.
Les groupes B, C et D respectent la logique avec la qualification des favoris, mais les groupes E et F sont aussi sujets à surprises. Le groupe E voit se qualifier contre toute attente le Dynamo Kiev, dans un groupe ou Arsenal Football Club et le RC Lens partaient favoris. Enfin le groupe F voit passer, le champion d'Allemagne, le FC Kaiserslautern, devant Benfica Lisbonne et le PSV Eindhoven.

### Groupe A
| Rang | Équipe         | Pts | J | G | N | P | Bp | Bc | Diff |  | Résultats (▼ dom., ► ext.) |     |     |     |     |
| ---- | -------------- | --- | - | - | - | - | -- | -- | ---- |  | -------------------------- | --- | --- | --- | --- |
| 1    | Olympiakos     | 11  | 6 | 3 | 2 | 1 | 8  | 6  | +2   |  | Olympiakos                 |     | 2-0 | 2-1 | 1-0 |
| 2    | Dinamo Zagreb  | 8   | 6 | 2 | 2 | 2 | 5  | 7  | -2   |  | Dinamo Zagreb              | 1-1 |     | 3-1 | 0-0 |
| 3    | FC Porto       | 7   | 6 | 2 | 1 | 3 | 11 | 9  | +2   |  | FC Porto                   | 2-2 | 3-0 |     | 3-0 |
| 4    | Ajax Amsterdam | 7   | 6 | 2 | 1 | 3 | 4  | 6  | -2   |  | Ajax Amsterdam             | 2-0 | 0-1 | 2-1 |     |

### Groupe B
| Rang | Équipe          | Pts | J | G | N | P | Bp | Bc | Diff |  | Résultats (▼ dom., ► ext.) |     |     |     |     |
| ---- | --------------- | --- | - | - | - | - | -- | -- | ---- |  | -------------------------- | --- | --- | --- | --- |
| 1    | Juventus        | 8   | 6 | 1 | 5 | 0 | 7  | 5  | +2   |  | Juventus                   |     | 2-2 | 2-0 | 1-1 |
| 2    | Galatasaray     | 8   | 6 | 2 | 2 | 2 | 8  | 8  | 0    |  | Galatasaray                | 1-1 |     | 3-0 | 2-1 |
| 3    | Rosenborg BK    | 8   | 6 | 2 | 2 | 2 | 7  | 8  | -1   |  | Rosenborg BK               | 1-1 | 3-0 |     | 2-1 |
| 4    | Athletic Bilbao | 6   | 6 | 1 | 3 | 2 | 5  | 6  | -1   |  | Athletic Bilbao            | 0-0 | 1-0 | 1-1 |     |

### Groupe C
| Rang | Équipe         | Pts | J | G | N | P | Bp | Bc | Diff |  | Résultats (▼ dom., ► ext.) |     |     |     |     |
| ---- | -------------- | --- | - | - | - | - | -- | -- | ---- |  | -------------------------- | --- | --- | --- | --- |
| 1    | Inter Milan    | 13  | 6 | 4 | 1 | 1 | 9  | 5  | +4   |  | Inter Milan                |     | 3-1 | 2-1 | 1-0 |
| 2    | Real Madrid CF | 12  | 6 | 4 | 0 | 2 | 17 | 8  | +9   |  | Real Madrid CF             | 2-0 |     | 2-1 | 6-1 |
| 3    | Spartak Moscou | 8   | 6 | 2 | 2 | 2 | 7  | 6  | +1   |  | Spartak Moscou             | 1-1 | 2-1 |     | 0-0 |
| 4    | SK Sturm Graz  | 1   | 6 | 0 | 1 | 5 | 2  | 16 | -14  |  | SK Sturm Graz              | 0-2 | 1-5 | 0-2 |     |

### Groupe D
| Rang | Équipe               | Pts | J | G | N | P | Bp | Bc | Diff |  | Résultats (▼ dom., ► ext.) |     |     |     |     |
| ---- | -------------------- | --- | - | - | - | - | -- | -- | ---- |  | -------------------------- | --- | --- | --- | --- |
| 1    | Bayern Munich        | 11  | 6 | 3 | 2 | 1 | 9  | 6  | +3   |  | Bayern Munich              |     | 2-2 | 1-0 | 2-0 |
| 2    | Manchester United FC | 10  | 6 | 2 | 4 | 0 | 20 | 11 | +9   |  | Manchester United FC       | 1-1 |     | 3-3 | 5-0 |
| 3    | FC Barcelone         | 8   | 6 | 2 | 2 | 2 | 11 | 9  | +2   |  | FC Barcelone               | 1-2 | 3-3 |     | 2-0 |
| 4    | Brøndby IF           | 3   | 6 | 1 | 0 | 5 | 4  | 18 | -14  |  | Brøndby IF                 | 2-1 | 2-6 | 0-2 |     |

### Groupe E
| Rang | Équipe        | Pts | J | G | N | P | Bp | Bc | Diff |  | Résultats (▼ dom., ► ext.) |     |     |     |     |
| ---- | ------------- | --- | - | - | - | - | -- | -- | ---- |  | -------------------------- | --- | --- | --- | --- |
| 1    | Dynamo Kiev   | 11  | 6 | 3 | 2 | 1 | 11 | 7  | +4   |  | Dynamo Kiev                |     | 1-1 | 3-1 | 2-1 |
| 2    | RC Lens       | 8   | 6 | 2 | 2 | 2 | 5  | 6  | -1   |  | RC Lens                    | 1-3 |     | 1-1 | 1-0 |
| 3    | Arsenal FC    | 8   | 6 | 2 | 2 | 2 | 8  | 8  | 0    |  | Arsenal FC                 | 1-1 | 0-1 |     | 2-1 |
| 4    | Panathinaïkos | 6   | 6 | 2 | 0 | 4 | 6  | 9  | -3   |  | Panathinaïkos              | 2-1 | 1-0 | 1-3 |     |

### Groupe F
| Rang | Équipe            | Pts | J | G | N | P | Bp | Bc | Diff |  | Résultats (▼ dom., ► ext.) |     |     |     |     |
| ---- | ----------------- | --- | - | - | - | - | -- | -- | ---- |  | -------------------------- | --- | --- | --- | --- |
| 1    | FC Kaiserslautern | 13  | 6 | 4 | 1 | 1 | 12 | 6  | +6   |  | FC Kaiserslautern          |     | 1-0 | 3-1 | 5-2 |
| 2    | Benfica Lisbonne  | 8   | 6 | 2 | 2 | 2 | 8  | 9  | -1   |  | Benfica Lisbonne           | 2-1 |     | 2-1 | 2-2 |
| 3    | PSV Eindhoven     | 7   | 6 | 2 | 1 | 3 | 10 | 11 | -1   |  | PSV Eindhoven              | 1-2 | 2-2 |     | 2-1 |
| 4    | HJK Helsinki      | 5   | 6 | 1 | 2 | 3 | 8  | 12 | -4   |  | HJK Helsinki               | 0-0 | 2-0 | 1-3 |     |

### Classement des deuxièmes
Les deux meilleurs deuxièmes sont qualifiés pour les quarts de finale.
| Rang | Équipe               | Pts | J | G | N | P | Bp | Bc | Diff |
| ---- | -------------------- | --- | - | - | - | - | -- | -- | ---- |
| 1    | Real Madrid CF       | 12  | 6 | 4 | 0 | 2 | 17 | 8  | +9   |
| 2    | Manchester United FC | 10  | 6 | 2 | 4 | 0 | 20 | 11 | +9   |
| 3    | Galatasaray          | 8   | 6 | 2 | 2 | 2 | 8  | 8  | 0    |
| 4    | Benfica Lisbonne     | 8   | 6 | 2 | 2 | 2 | 8  | 9  | -1   |
| 5    | RC Lens              | 8   | 6 | 2 | 2 | 2 | 5  | 6  | -1   |
| 6    | Dinamo Zagreb        | 8   | 6 | 2 | 2 | 2 | 5  | 7  | -2   |

## Quarts de finale
Lors de ces quarts de finale, le fait marquant est l'élimination du Real Madrid par Kiev, 1-1, 0-2, les Madrilènes étaient pourtant les tenants du titre.
| Équipe 1             | Résultat | Équipe 2          | Aller | Retour |
| -------------------- | -------- | ----------------- | ----- | ------ |
| Real Madrid CF       | 1 - 3    | Dynamo Kiev       | 1 - 1 | 0 - 2  |
| Manchester United FC | 3 - 1    | Inter Milan       | 2 - 0 | 1 - 1  |
| Juventus             | 3 - 2    | Olympiakos        | 2 - 1 | 1 - 1  |
| Bayern Munich        | 6 - 0    | FC Kaiserslautern | 2 - 0 | 4 - 0  |

## Demi-finales
Le fait marquant dans ces demi-finales est la qualification de Manchester United FC. Après un nul au match aller à Old Trafford, la Juve, en ballotage favorable pense se qualifier en menant rapidement 2 à 0 à domicile au match retour, mais s'incline finalement 2 buts à 3.
| Équipe 1             | Résultat | Équipe 2      | Aller | Retour |
| -------------------- | -------- | ------------- | ----- | ------ |
| Manchester United FC | 4 - 3    | Juventus      | 1 - 1 | 3 - 2  |
| Dynamo Kiev          | 3 - 4    | Bayern Munich | 3 - 3 | 0 - 1  |

## Finale
| Équipe 1             | Résultat | Équipe 2      |
| -------------------- | -------- | ------------- |
| Manchester United FC | 2 - 1    | Bayern Munich |